# St. Vitus und Andreas (Geisenfeldwinden)

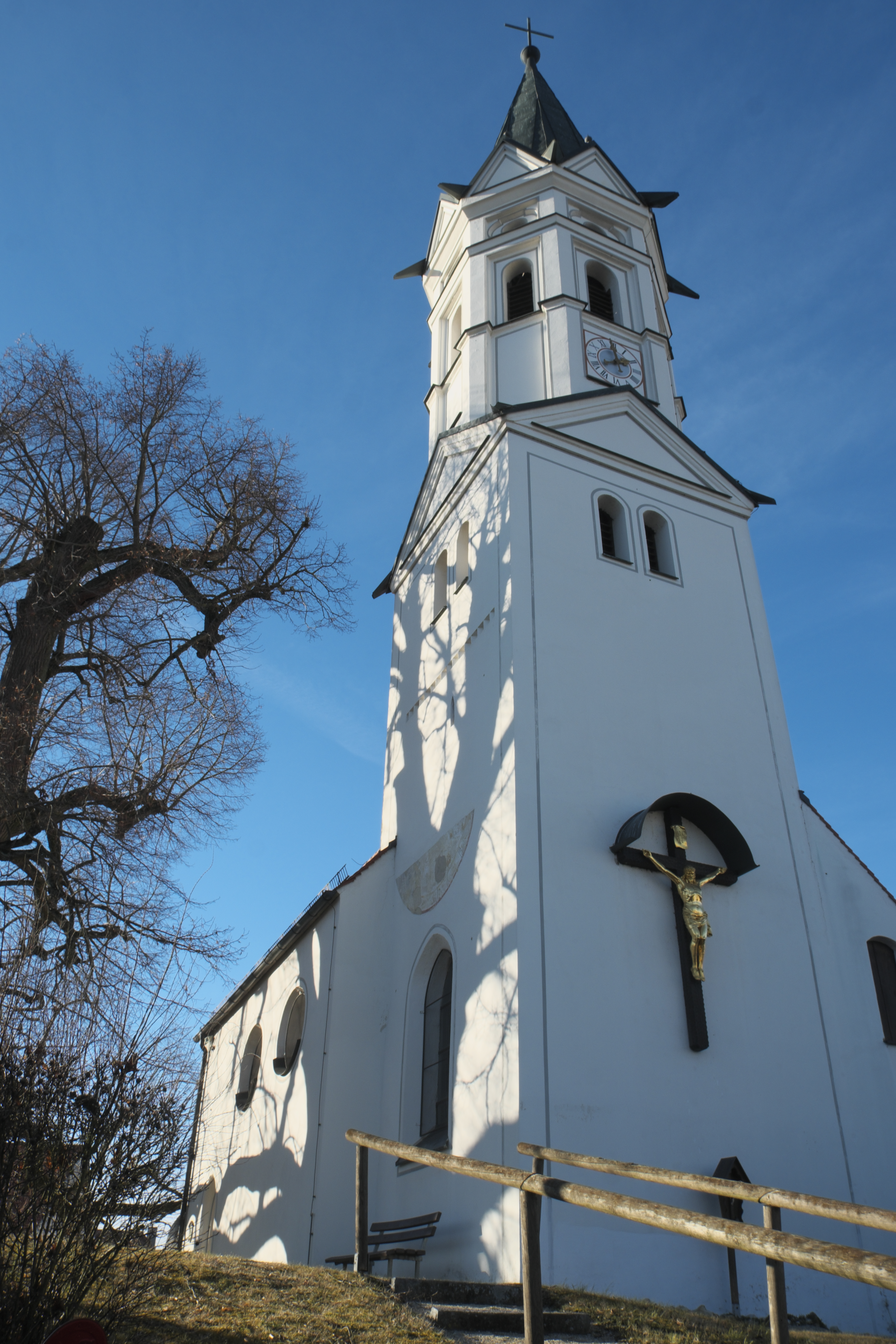
St. Vitus und Andreas in Geisenfeldwinden

Die römisch-katholische Filialkirche St. Vitus und Andreas steht in Geisenfeldwinden, einem Gemeindeteil der Stadt Geisenfeld im oberbayerischen Landkreis Pfaffenhofen an der Ilm. Das Bauwerk ist in der Liste der Baudenkmäler in Geisenfeld als Baudenkmal unter der Nr. D-1-86-122-50 eingetragen. Die Kirche gehört zur Pfarrei Geisenfeld im Dekanat Geisenfeld-Pförring des Bistums Regensburg.

## Beschreibung
Die Saalkirche wurde um 1410 erbaut und 1880–85 unter Beteiligung von Joseph Elsner senior renoviert. Sie besteht aus dem Langhaus, dem im unteren Teil romanischen Chorturm im Osten und der Sakristei in der Nordostecke von Langhaus und Turm. Der bereits am Anfang des 18. Jahrhunderts erhöhte Chorturm wurde 1890 mit achteckigen Geschossen für den Glockenstuhl und die Turmuhr aufgestockt und mit einem spitzen Helm bedeckt. 
Der Innenraum des Langhauses ist mit einem Netzgewölbe überspannt, der des Chors, also des Erdgeschosses des Chorturms, mit einem Sterngewölbe. Der Altar stammt aus dem Elsner'schen Atelier für christliche Kunst in der Schillerstraße in München. Auf dem Altarretabel ist der heilige Vitus als Märtyrer dargestellt.